# Phygadeuon laevipleuris
Phygadeuon laevipleuris là một loài tò vò trong họ Ichneumonidae.